# Винтер, Эрнст Флориан
Эрнст Флориан Винтер (нем. Ernst Florian Winter; 16 декабря 1923, Вена — 16 апреля 2014) — австрийско-американский историк и политолог.

## Биография
Зимой 1938 года он эмигрировал со своим отцом Эрнстом Карлом Винтером в США. Там он изучал в университете Мичигана японский язык и в университете «Колумбиа» — политические науки и международное право. В молодости он присоединился к армии США, принимал участие во вторжении в Нормандию и был первым «австрийским американцем», который вступил 4 мая 1945 года с 86-й дивизией 3-й армии США около Бургхаузена в австрийский Йнфиртель и поселился в квартире в пивоварне Шнайтль.
3 мая 2008 года получил за это в Браунау-на-Инне приз Эгона Раншофен-Вертаймера.
Он начал свою академическую карьеру как профессор истории и политологии в колледже в Айоне в Нью-Рошелл, Нью-Йорк. В дальнейшем он был приглашён профессором в «Флечер Скул законов и дипломатии», Принстонский университет, Джорджтаунский университет и Индианский университет. С 1964 по 1967 год был директором Дипломатической академии в Вене, где до конца жизни работал профессором. Он был в браке с дочерью Георга Людвига фон Траппа, Иоханной фон Трапп (1919—1994) с 1948 по 1994. В 1960-е годы они вместе жили в замке Айхбюхль в нижне-австрийской коммуне Катцельсдорф.
В течение дипломатической карьеры он работал в том числе в Париже для ЮНЕСКО. Между 1968 и 1975 годами он принимал активное участие для Республики Китая — частично как сотрудник ООН.
Принимал активное участие в экологической программе Объединенных Наций «сельское хозяйство в Косово».
Флориан Винтер говорил на немецком, китайском, английском, японском, русском, и испанском языках.
С 2009 года Эрнст Флориан Винтер — член международного совета союза «Австрийская служба за границей».